# Pryskyřník ledovcový
Pryskyřník ledovcový (Ranunculus glacialis) je druh rostliny z čeledi pryskyřníkovité (Ranunculaceae).

## Popis
Jedná se o vytrvalou rostlinu dorůstající nejčastěji výšky 10–15 cm s krátkým hlízovitým oddenkem. Lodyha je přímá, zpravidla lysá, zřídka trochu chlupatá, na vrcholu pouze s jedním až třemi květy. Listy jsou střídavé, přízemní jsou řapíkaté, lodyžní jsou s kratšími řapíky až přisedlé. Čepele přízemních listů jsou trojsečné, úkrojky jsou dvou až pětidílné. Lodyžní listy jsou v počtu 1–3, podobné přízemním, všechny listy jsou zpravidla lysé, tmavozelené a masité. Květy jsou bílé, později často červenají, asi 12–30 mm v průměru. Kališních lístků je 5, vně červenohnědě chlupaté, jen zřídka lysé. Korunní lístky jsou bílé, později získávají růžovou a někdy až červenou barvu. Kvete v červenci až v srpnu. Plodem je nažka, která je asi 2,5 mm dlouhá, nahoře křídlatě lemovaná, na vrcholu zakončená krátkým víceméně přímým zobánkem. Nažky jsou uspořádány do souplodí. Počet chromozómů je 2n=16.

## Rozšíření
Pryskyřník ledeovcový je severský a vysokohorský druh, v Evropě roste především ve Skandinávii, na Faerských ostrovech, Islandu a na Špicberkách a také ve východním Grónsku. Izolovaně pak v horách jižní až střední Evropy, a to v pohoří Sierra Nevada, Pyrenejích, Alpách a ve Vysokých Tatrách a rumunských Karpatech. Tolik rozšíření var. glacialis. Na východní Sibiři až na Aljašce roste var. camissonis. V České republice neroste. V Alpách roste velmi vysoko, až po nivální stupeň a patří k semenným rostlinám, které v Alpách dosahují vůbec nejvyšších nadmořských výšek.